# إثمار بكري

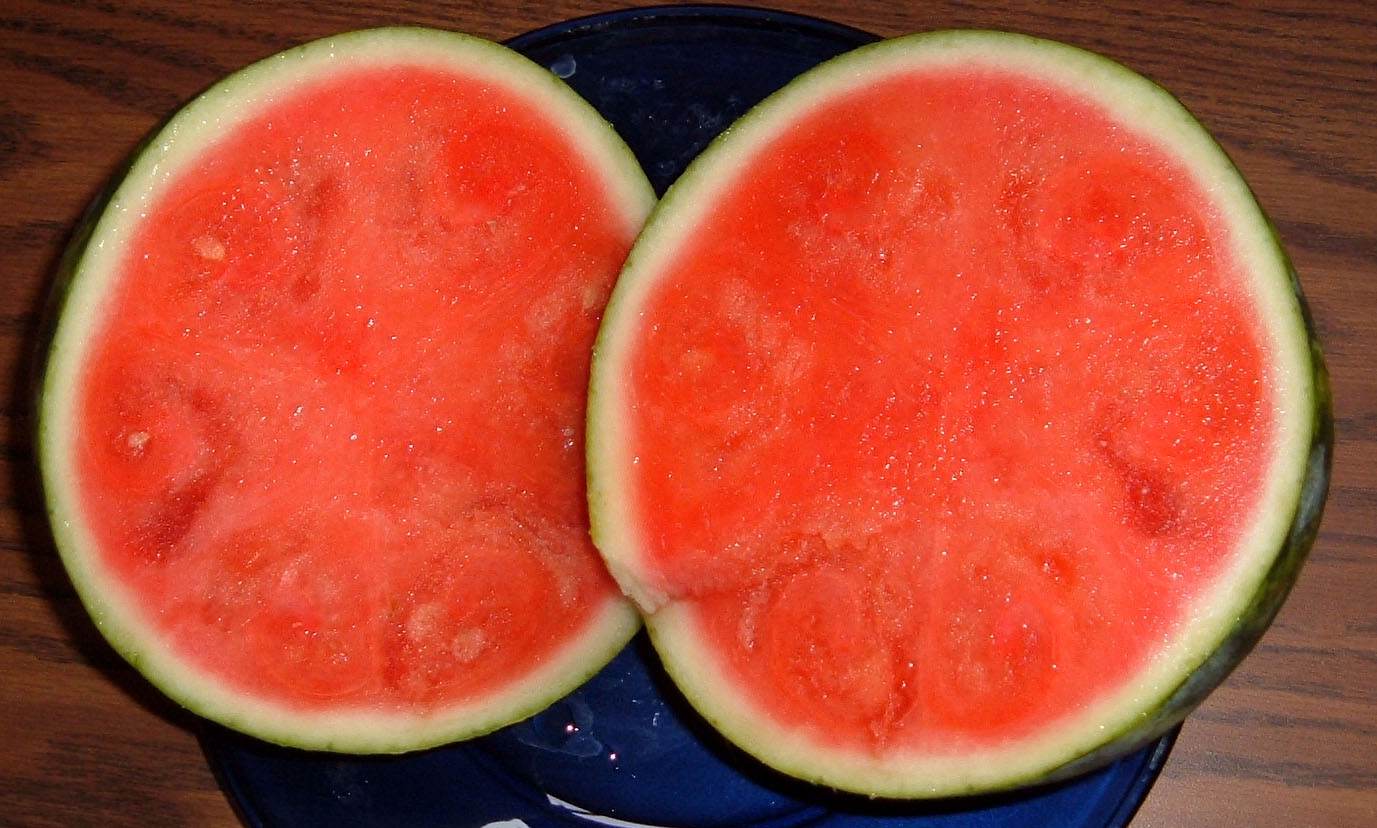
بطيخ دون بذور

الإثمار البِكري أو الإثمار العذري أو العقد البكري (بالإنجليزية: Parthenocarpy)‏، في علم النبات والبستنة، هي عملية إنتاج طبيعية أو صناعية دون تلقيح البويضات ويكون بتكوين ثمار بكرية خالية من البذور مثل الموز والبرتقال أبو سرة والجوافة.